# Cellettes (Charente)
Cellettes ist ein Ort und eine Gemeinde mit 388 Einwohnern (Stand 1. Januar 2022) im westfranzösischen Département Charente in der Region Nouvelle-Aquitaine. Zur Gemeinde gehören auch der Ort Échoisy sowie mehrere Einzelgehöfte.

## Lage
Der Ort Cellettes liegt im Norden des Départements etwa 1,5 km südlich der Charente in der alten Kulturlandschaft des Angoumois, einem Teil der Landschaft der Charente, etwa 29 km (Fahrtstrecke) nördlich der Stadt Angoulême beziehungsweise rund 90 km südlich von Poitiers in einer Höhe von etwa 90 m ü. d. M.

## Bevölkerungsentwicklung
| Jahr      | 1800 | 1851 | 1901 | 1954 | 1999 | 2013 |
| Einwohner | 425  | 503  | 342  | 249  | 415  | 429  |

Der kontinuierliche Rückgang der Bevölkerungszahlen seit dem ausgehenden 19. Jahrhundert ist im Wesentlichen auf den Verlust an Arbeitsplätzen infolge der Reblauskrise im Weinbau und der zunehmenden Mechanisierung der Landwirtschaft zurückzuführen. Der allmähliche Anstieg seit den 1980er Jahren hängt mit der verkehrstechnisch günstigen Lage des Ortes im Großraum Angoulême zusammen.

## Wirtschaft
Der Ort und seine Umgebung waren jahrhundertelang landwirtschaftlich geprägt; die meisten Menschen lebten als Selbstversorger. Im ausgehenden Mittelalter und in der frühen Neuzeit wurde der Weinbau vorangetrieben, der jedoch – nach der Reblauskrise im ausgehenden 19. und beginnenden 20. Jahrhundert – nahezu eingestellt wurde. Von ca. 1850 bis in die Mitte des 20. Jahrhunderts wurde in Échoisy Kalkstein abgebaut, zu Kalk gebrannt und auf der Charente bis nach Bordeaux verschifft. Seit den 1960er Jahren spielt der Tourismus in Form der Vermietung von Ferienwohnungen (gîtes) eine nicht unbedeutende Rolle im Wirtschaftsleben der Gemeinde.

## Geschichte
Bereits in der Jungsteinzeit war die waldreiche Region besiedelt. In der Antike bzw. in gallorömischer Zeit führte eine Straße entlang der Charente. Nahe der Kirche wurden im Jahr 1964 merowingische Sarkophage entdeckt. Das ehemals zur historischen Provinz des Poitou gehörende Gebiet des Forêt de Boixe wurde im 11. oder 12. Jahrhundert von den Grafen von Angoulême annektiert. Im Jahr 1182 gehörten der Ort und seine Kirche als Priorat zur Benediktinerabtei von Saint-Amant-de-Boixe. Während der Hugenottenkriege (1562–1598) zerstörten protestantische Truppen das Priorat mitsamt der Kirche, die jedoch danach erneuert wurde.
Im ehemals selbständigen Ortsteil Échoisy existierte ebenfalls ein Priorat, welches im Jahr 1153 vom damaligen Grafen von Angoulême dem Zisterzienserorden übereignet wurde, der jedoch wenige Jahrzehnte später von den Mönchen von Saint-Amant-de-Boixe verjagt wurde. Auf dem Gelände des ehemaligen Château d’Échoisy wurden im 19. Jahrhundert mehrere Kalköfen sowie eine Kalkmühle errichtet.

## Sehenswürdigkeiten
- Die einschiffige Pfarrkirche Saint-Saturnin ist ein schlichter Bau des 16. Jahrhunderts mit einem kleinen Glockengiebel (clocher mur) über der schmucklosen Westfassade.
- Das Château de Celettes ist ebenfalls ein Bau des 16. Jahrhunderts, der jedoch später wiederholt erweitert wurde. Die in Privatbesitz befindlichen Gebäude sind seit dem Jahr 2004 als Monuments historiques anerkannt.[2]

außerhalb

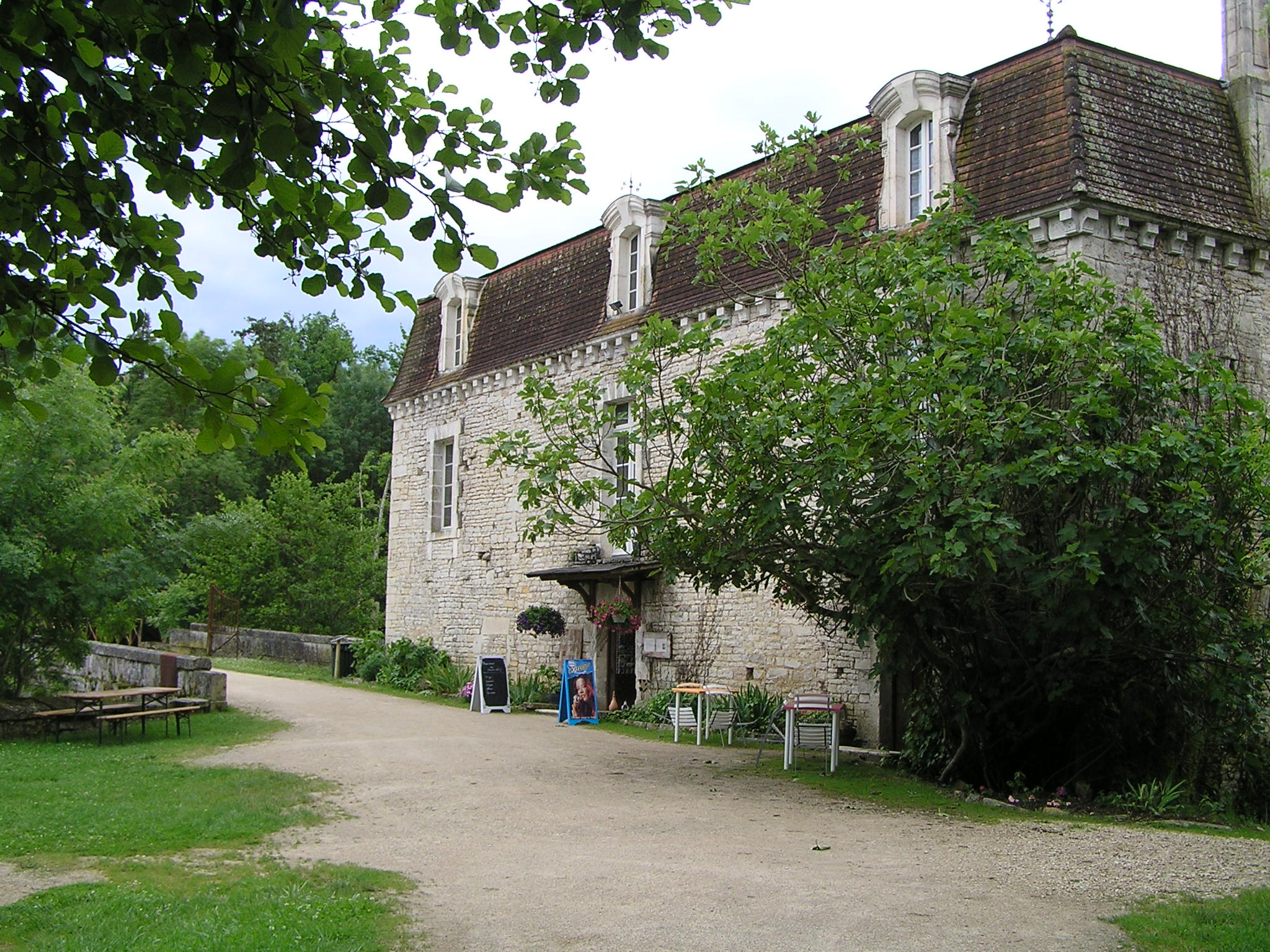
Ehemalige Kalkmühle von Échoisy

- Die Überreste des im späten 17. und frühen 18. Jahrhundert erbauten, aber im 19. Jahrhundert größtenteils abgerissenen Château d’Échoisy sind weniger interessant; erwähnenswert ist lediglich der Turm der ehemaligen Schlosskapelle. Unter Denkmalschutz stehen jedoch seit dem Jahr 1994 die Kalkbrennöfen (Fours à chaux d'Échoisy) auf dem Gelände des ehemaligen Schlosses.[3]
- In einem in Privatbesitz stehenden Waldstück etwa 1,8 km südöstlich südöstlich des Ortes liegt der gewaltige und augenscheinlich auf allen Seiten bearbeitete Deckstein eines Dolmens, der manchmal auch als Opferstein (pierre de sacrifice) bezeichnet wird (45° 50′ 40″ N, 0° 8′ 57″ O). Der der Nekropole von Boixe zugerechnete Stein ist bereits seit dem Jahr 1889 als Monument historique anerkannt.[4]